# Fuerza de Guerra Naval Especial
La Fuerza de Guerra Naval Especial (FGNE) es la actual unidad de fuerzas especiales de la Armada Española. Se formó el 10 de junio de 2009 sobre las bases de la Unidad Especial de Buceadores de Combate (UEBC) y la Unidad de Operaciones Especiales (UOE) de la Brigada de Infantería de Marina (BRIMAR) del Tercio de la Armada (TEAR).

## Historia
El origen de las unidades de operaciones especiales en la Armada es la creación en 1952 de la Compañía de Escaladores Anfibios en el Tercio Norte. La crearon los  primeros infantes de marina diplomados en la Escuela Militar de Montaña de Jaca. Con pocos medios la dedicación de sus miembros mantuvo viva la unidad. En 1957 fue trasladada a San Fernando, como un elemento singular y diferenciado.
Hay que esperar a 1966 para ver la creación de la Unidad de Operaciones Especiales (UOE), a partir de la Compañía de Escaladores Anfibios. El entonces capitán de Infantería de Marina Julio Yáñez Golf convenció al coronel Francisco Martínez de Galinsoga, comandante del Grupo de Apoyo del Tercio Sur, de la necesidad de que la Infantería de Marina dispusiera de una unidad de élite para operaciones especiales. La idea surgió tras haber asistido en Jaca al ler Curso para Mandos de Unidades de Operaciones Especiales, a cargo de la Escuela Militar de Montaña y Operaciones Especiales, y en el que participaban por primera vez oficiales de la Armada. En 1967 se autoriza el uso de la boina verde de las unidades de operaciones especiales españolas. En 1968 se crea el Tercio de Armada y en él se encuadra la UOE como parte de su Agrupación de Desembarco. 
Los primeros cursos de Operaciones Especiales en Jaca incluían el de mando de tropas paracaidistas, lo que llevó a miembros de la UOE a participar en 1967 en su primer lanzamiento paracaidista.
Las actividades de adiestramiento eran continuas: largas y duras patrullas de reconocimiento y combate por las sierras de Cádiz, técnicas de escalada y el descenso en rappel en pared y de helicópteros S-55 de la 2ª Escuadrilla, adiestramiento con las Lanchas Torpederas y submarinos en infiltración desde el mar. En 1974 se plantea la necesidad de dar un nombre a los equipos operativos de la unidad, con entidad de sección y mandadas por capitanes. Se optó por el nombre estol.
La especialidad de buceo de combate nace en 1953 en el Tercio de Baleares con una pequeña unidad que dio lugar a la creación del Grupo de Illetas, por estar basado en el centro de instrucción de buceo de la Base de Submarinos de Palma de Mallorca, que llevaba el nombre de Illetas. En 1967 se crea en base al grupo de buceadores de Illetas, pero está vez en el Centro de Buceo de la Armada en Cartagena, la Unidad Experimental de Buceadores de Combate (UEBC). En 1970 se toma oficialmente el nombre de Unidad Especial de Buceadores de Combate. Buceadores son asignados a la UOE.
La UOE tomó parte en todas las operaciones que demandaran sus habilidades. En 1969 participó en la evacuación de Guinea Ecuatorial y en la cesión de Sidi Ifni a Marruecos. En la evacuación del antiguo Sáhara Español en 1975. La transición a la democracia también vio a la UOE participando en operaciones de seguridad interna en el norte de España. A principios de los 80 una crisis en Guinea Ecuatorial requirió poner en estado de alerta a la Unidad. En 1981 se activó para una operación en las aguas de soberanía del Estrecho y preparar la neutralización de unas lanchas lanzamisiles de un país islámico.
En 1996 un equipo operativo de la UOE estuvo destacado en la ex-Yugoslavia, como parte del contingente de Infantería de Marina asignado a fuerza de la OTAN en Bosnia-Herzegovina. Después del 11 de septiembre de 2001 equipos operativos participaron regularmente en las Operaciones de Interdicción Marítima a bordo de buques de la Armada en aguas del Océano Índico y el Mediterráneo. En 2002 la UOE fue activada durante la crisis del Islote Perejil.
En 2006 un destacamento de la UOE fue destinado a Líbano, como parte del contingente de Infantería de Marina de apoyo a FINUL. En esa década proporcionó a la Unión Europea la base para la constitución de una unidad de reconocimiento profundo en Bosnia. En Haití e Irak también han sido desplegados destacamentos de la UOE.
Heredera de las operaciones especiales de la Armada la FGNE surge de la fusión de la Unidad de Operaciones Especiales (UOE) del Tercio de Armada y la Unidad Especial de Buceadores de Combate (UEBC) del Centro de Buceo de la Armada. En  2009 la Armada decidió fundirlas en una sola unidad.
Se vieron ante una tarea ingente. Hubo que diseñar infraestructuras, normalizar los procedimientos de dos unidades muy diferentes, proponer un nuevo sistema de formación, definir nuevos materiales, elaborar publicaciones doctrinales, y hacerse independientes en el apoyo logístico.
Desde 2009 la FGNE ha estado involucrada en operaciones en Somalia, Líbano, Haití, Cabo Verde e Irak. Asimismo, se adiestra con fuerzas análogas de otros países occidentales (US Navy Seal, Formoza de Polonia, Marsof de Países Bajos, SFG de Bélgica o DAE de Portugal). Los ejercicios se realizan en los escasos huecos de la apretada agenda del FGNE, inmersa en un intenso ritmo de despliegues operativos. En el norte de África se realizan ejercicios conjuntos con fuerzas de Argelia, Egipto, Marruecos y Túnez, además del ejercicio multinacional Flintlock, que anualmente organiza el Mando de Operaciones Especiales de Estados Unidos en África y que se desarrolla en el Sahel. El despliegue de los miembros de la FGNE en Irak, su labor de instrucción a fuerzas especiales de países claves en la lucha contra el terrorismo o el apoyo dado a fuerzas especiales de Cabo Verde son muestras de las misiones que se llevan en el exterior.

## Misión
En la Armada española se denomina Guerra Naval Especial (GNE) al conjunto de operaciones especiales realizadas por unidades de la Armada. Estas se ejecutan principalmente en el ámbito marítimo o litoral, en apoyo a las operaciones navales. Sus miembros se entrenan para convertirse en expertos en operaciones especiales marítimas y litorales, estar capacitados en paracaídas tanto en saltos diurnos como nocturnos sobre tierra y mar, así como en salidas desde submarinos. Esta capacidad les permite llevar a cabo misiones críticas como la interceptación y asalto en alta mar, como lo demostraron con una banda de piratas en el Océano Índico, descendiendo desde helicópteros sobre un buque secuestrado.
La Fuerza de Guerra Naval Especial aporta a la Armada unas capacidades especialmente adaptadas y preparadas al entorno marítimo que las hace la opción preferente para las operaciones realizadas en, bajo, hacia o desde la mar.
Su lema, Serenitas et Audacia, refleja el espíritu y modo de actuar, manteniendo la calma bajo presión y actuando con determinación en cualquier situación.

## Fuerza de Guerra Naval Especial
Es la fuerza de operaciones especiales de la Armada especializada en operaciones en ambiente marítimo, terrestre y de litoral. Está formada por el antiguo Mando de Guerra Naval Especial, la extinta Unidad de Operaciones Especiales de la Brigada de Infantería de Marina (UOE) y la extinta Unidad Especial de Buceadores de Combate (UEBC).
La Instrucción 149/2004 buscaba una implicación mayor de la Armada en la Guerra Naval Especial. Tras distintos ensayos se decidió avanzar en la obtención de un recurso específico y único en el que se fusionaban las capacidades que ya se tenían en la Unidad de Operaciones Especiales (UOE) de la Brigada de Infantería de Marina (BRIMAR) y la Unidad Especial de Buceadores de Combate (UEBC) de la Armada.
Cuando la Unidad de Operaciones Especiales (UOE) se integró en la FGNE, la misión de reconocimiento anfibio pasó a asumirla la BRIMAR, creando para ello la URECON.
La FGNE está integrada en el Mando Conjunto de Operaciones Especiales (MCOE), del que también forman parte el Mando de Operaciones Especiales (MOE) del Ejército de Tierra y el Escuadrón de Zapadores Paracaidistas (EZAPAC) del Ejército del Aire. Las tres unidades tienen la boina verde como prenda distintiva y comparten momentos comunes en su historia.

### Organización
La Fuerza de Guerra Naval Especial tiene su base en Cartagena. Depende directamente de la Comandancia General de Infantería de Marina, y constituye la unidad fundamental de Guerra Naval Especial de la Armada y su aportación a las operaciones especiales conjuntas.
Estas unidades se agrupan en elementos con los siguientes cometidos principales:
- Mando y control: Grupo de Mando y Plana Mayor y Pelotón CIS de la Unidad de Plana Mayor y Apoyo
- Combate: 6 Estoles
- Apoyo de Combate (CSU): Unidad de embarcaciones y paracaidismo de la Unidad de Plana Mayor y Apoyo.
- Apoyo de Servicios de Combate (CSSU): Sanidad, Aprovisionamiento, Transporte, plegado, Armas y Material y Cargo de la Unidad de Plana Mayor y Apoyo.

La unidad básica de combate es el Estol, designación que proviene del nombre de las partidas organizadas por los almogávares (siglo XIII-XIV) y que equivaldría a una compañía. Compuesta por un grupo reducido de operadores mandados por un capitán, cada uno de sus miembros está capacitado en múltiples aptitudes para llevar a cabo las misiones. En 2022 se creó un nuevo estol, el sexto. Esto llevaba años preparándose para poder entrar en servicio. Los estoles son:
- I Estol Comandos.
- II Estol Almogávares.
- III Estol Comanfes.
- IV Estol Guerrilleros.
- V Estol Íberos.
- VI Estol Illetas

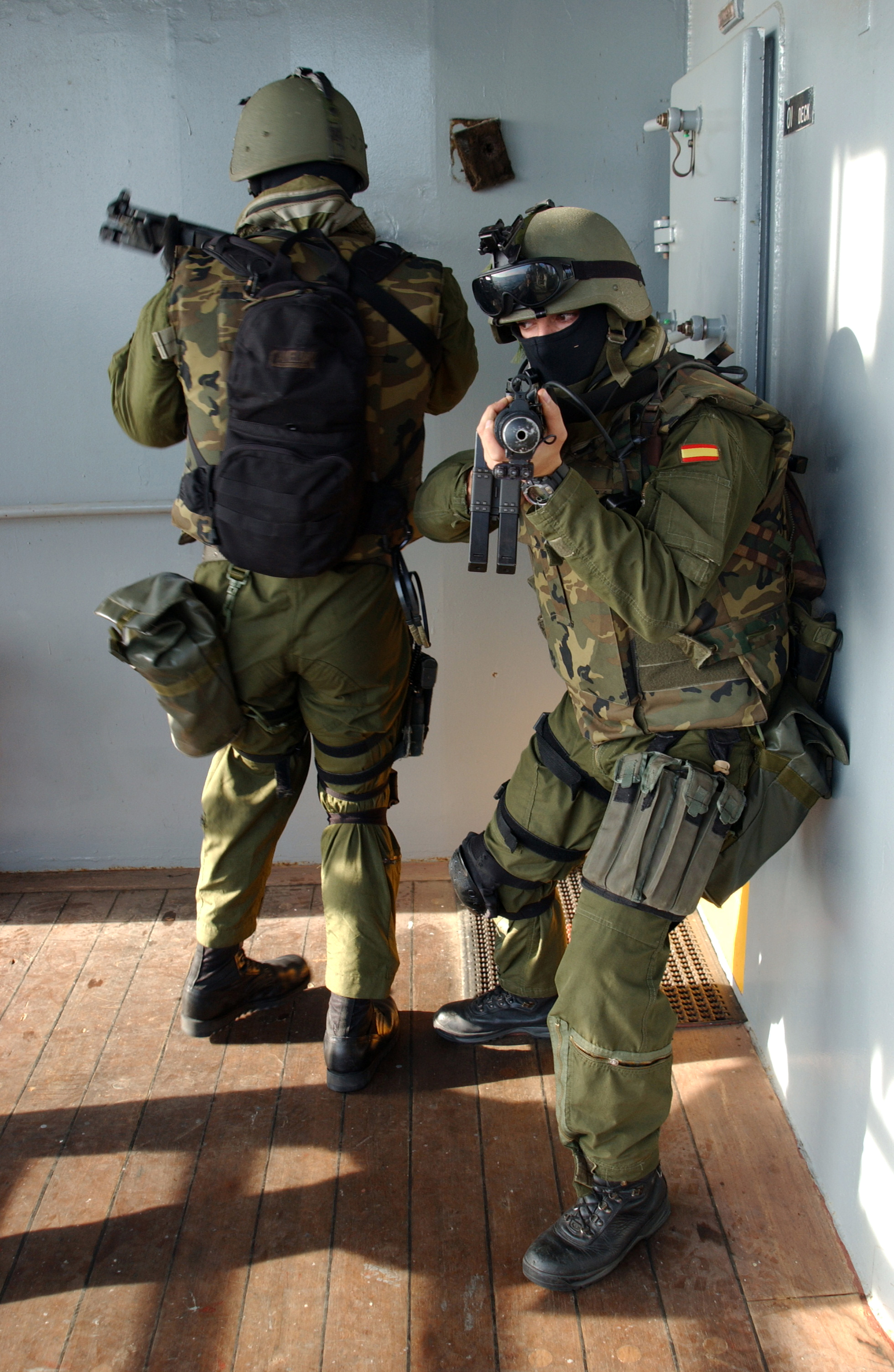
Miembros de la antigua Unidad de Operaciones Especiales (UOE) durante unas prácticas de abordaje.

Además, la Infantería de Marina mantiene permanentemente un Grupo de Apoyo Especializado para reforzar al FGNE. Este se estructura con una Compañía reforzada con los medios de apoyo de combate y apoyo de servicios de combate necesarios, con carácter rotatorio. Este grupo está siempre listo para apoyar una hipotética acción de la FGNE. Asimismo la Armada puede asignar helicópteros de las escuadrillas 3ª, 5ª y 10ª para las misiones de la FGNE.

### Instrucción y selección
El Curso de Aptitud de Guerra Naval Especial de la Armada es conocido por su elevada exigencia. En otoño de 2022 fue cancelado antes de acabar, porque habían sido eliminados todos los aspirantes. El objetivo del curso de capacitación en guerra naval especial es facultar a los aspirantes para formar parte de los Equipos Operativos de la Fuerza de Guerra Naval Especial en el desempeño de las misiones que tiene asignada. El curso se realiza en la Escuela Infantería de Marina General Albacete y Fuster (EIMGAF). Incluye pruebas como remar 24 millas náuticas en menos de 12 horas. Se valora en estas pruebas la voluntad de superar dificultades y capacidad de mantener la serenidad, cualidades fundamentales para operaciones especiales.
El curso de aptitud dura unos 9 meses en sus distintas fases. Los aspirantes que lo superan la fase de operaciones especiales, la primera, pasan a las otras dos partes del curso. La fase de paracaidismo se organiza en la Escuela de Paracaidismo Méndez Parada del Ejército del Aire. De allí los aspirantes pasan a la última fase, que se desarrolla en la Escuela Militar de Buceo, en Cartagena. Allí al alumno es capacitado en el buceo con equipos autónomos y de circuito cerrado y recibe la especialización en uso de plataformas navales y aeronavales y en el planeamiento y ejecución de operaciones específicas que realiza la FGNE.
Los oficiales y suboficiales de la FGNE no sólo pasan el Curso de Aptitud de la Armada. También deben superar el Curso de Operaciones Especiales, organizado por la Escuela Militar de Montaña y Operaciones Especiales (EMMOE) del Ejército de Tierra. La EMMOE es el centro docente militar de referencia en España para operaciones especiales y organiza el Curso de Operaciones Especiales para los tres ejércitos. La formación completa de oficiales y suboficiales dura 14 meses, y la de los militares de Tropa y Marinería, 9 meses. En las dos etapas los alumnos deben superar una estricta selección basada en su capacidad de sufrimiento y superación, resistencia a la fatiga y fortaleza física y mental en circunstancias y condiciones extremas.
La fase de adiestramiento básico tiene una duración de unas cuatro semanas. Consiste en una combinación extenuante de ejercicio físico intenso y de marchas con hasta 50 kg de peso, así como numerosas maniobras en el mar y en zonas de montaña. Le sigue la fase avanzada de selección de una duración de alrededor de dos meses, con una exigencia física enorme. Durante el proceso de formación se recibe instrucción básica de combatiente, instrucción físico militar, curso de paracaidismo básico y de mando, tiro, explosivos, comunicaciones, sanidad militar, superación de obstáculos, vida, movimiento y combate invernal, movilidad en vehículos tácticos, buceo de combate, plataformas navales y un largo etcétera.
La especialización forma parte de la tercera y última fase. La especialidad/aptitud complementaria se compone de distintas fases con una duración aproximada de 14 meses de especialidad y de 9 meses para alcanzar la aptitud. 
- Durante la primera fase se debe superar una estricta selección basada en capacidad de sufrimiento y superación, resistencia a la fatiga y fortaleza física y mental en circunstancias y condiciones extremas.
- La siguiente fase tiene por objeto capacitar en el buceo con equipos autónomos y de circuito cerrado, en el uso de plataformas navales y aeronavales y en el planeamiento y ejecución de operaciones específicas operaciones especiales navales.

Al finalizar la especialidad/aptitud los integrantes de la FGNE están cualificados en múltiples técnicas: reconocimiento especial, acción directa, asistencia militar, buceo con oxígeno, manejo de explosivos, paracaidismo, evasión y escape, combate en tierra, infiltración y exfiltración, defensa personal y tiro de precisión e instintivo, entre otras facetas. 

En los estoles se realizará la instrucción y entrenamiento siguientes.

### La boina verde
A todos los oficiales, suboficiales y soldados y marineros que ingresan tras pasar la dura selección se les entregará la boina verde, símbolo tradicional de la Unidad. Está es impuesta a cada nuevo miembro por otro veterano de la FGNE. La entrega de la boina simboliza tanto la superación de los cursos como pasar a formar parte de una unidad de combate de élite, significando el firme compromiso y hermandad entre compañeros así como la transmisión del legado de operaciones especiales y el alto compromiso que llevar la boina conlleva.
En la boina está colocado el distintivo del FGNE con el lema Serenitas et Audacia (Serenidad y Audacia), como reconocimiento de la Especialidad y Aptitud.

### Equipamiento
Como infantes de marina se comparte el armamento de pistolas, fusiles HK G-36 y Ametralladoras MG-3S y MINIMI en sus diferentes calibres. El Subfusil MP-5 con silenciador todavía es habitual. Los fusiles de precisión Barret y Accuracy forman parte del arsenal de los francotiradores de la unidad. Entre las armas propias que la unidad emplea para poder realizar sus misiones están pistolas SIG-Sauer P320 con silenciador, pistolas Glock 17, subfusiles FN P90, fusil de asalto M16, fusil de asalto HK416 y HK417, escopetas Remington, ametralladora Ameli, lanzacohetes C-100 y C-90C, etc.
Actualmente la FGNE cuenta con un variado material, que va desde los más avanzados sistemas CIS, vehículos y embarcaciones de combate semirrígidas, al armamento de precisión, pasando por elementos de obtención de inteligencia electro-ópticos, incluidos los sensores que llevan sus sistemas de drones. Sus acciones se realizan muchas veces de noche, por lo que los equipos operativos se han equipado con modernos modelos de gafas de visión nocturna. Entre las armas individuales destaca el fusil de asalto HK-416 de 5,56 mm, que sustituye a los HK G-36KV del  mismo calibre. También recientemente  se ha recibido el HK-417 de 7.62 mm. La FGNE cuenta, además, con una completa dotación de fusiles de precisión, siendo la última incorporación el AX Multi Calibre de la firma británica Accuracy. 
Los equipos de tiradores de precisión están especialmente capacitados para disparar desde helicópteros y embarcaciones en movimiento cuando intervienen en apoyo de operaciones de asalto de buques sospechosos. Son acciones que requieren un continuo entrenamiento y que definen su pericia y profesionalidad.El equipo individual se adapta a las necesidades de transportar cargas superiores a lo que es habitual en otras unidades. 
Tampoco falta el material especializado de navegación, paracaidismo, buceo, escalada y alta montaña. En 2022 la Armada Española aprobó la compra de dos vehículos de infiltración submarina para equipar a la FGNE. Los vehículos ligeros de operaciones especiales (VLOE) Neton también equipan a la unidad, 10 fueron adquiridos por la Armada.